# Naujakasite
La naujakasite è un minerale.